# وبگاه کاریابی
وبسایت کاریابی (انگلیسی: Employment website) نوعی از وب‌سایت‌های شغل‌یابی است و به وبگاه‌هایی اطلاق می‌شود که به‌طور خاص با مفاهیم استخدام و سوابق شغلی مرتبط می‌باشند. بسیاری از وبسایت‌های کاریابی با هدف ارائه خدمات شغلی و استخدامی به کارفرمایان طراحی می‌شوند و به شرکت‌ها و مؤسسات امکان یافتن افراد مناسب برای جایگاه‌های شغلی مورد نظر آنها را می‌دهند. از سوی دیگر، از طریق وبسایت کاریابی، یک کارمند آینده نگر می‌تواند درخواست‌های شغلی مناسب را بیابد، اسناد و فرم‌های مورد نیاز آن را تکمیل و ارسال کند، همچنین موقعیت شغلی آگهی شده در این وبسایت‌ها را بازبینی و بررسی نماید.